# Jorginho (fotbalista, 1964)
Jorginho, rodným jménem Jorge de Amorim Campos (* 17. srpen 1964 Rio de Janeiro) je bývalý brazilský fotbalista a v současnosti fotbalový trenér. Hrával na pozici obránce.
S brazilskou reprezentací vyhrál mistrovství světa roku 1994. Dostal se i do all-stars-týmu tohoto turnaje. Krom toho hrál i na mistrovství světa v Itálii roku 1990. Získal stříbrnou medaili na mistrovství Jižní Ameriky (Copa América) roku 1995 a na letních olympijských hrách v Soulu roku 1988. Celkem za národní tým odehrál 64 utkání a vstřelil 3 branky.
S Bayernem Mnichov se stal mistrem Německa (1993/94), s Kashimou Antlers dvakrát mistrem Japonska (1996, 1998) a s CR Vasco da Gama mistrem Brazílie (2000). S Kashimou získal i japonský pohár (1997).
Po skončení hráčské kariéry se stal trenérem.